# Boulevard Montmartre
Pour les articles homonymes, voir Montmartre (homonymie).
Pour un article plus général, voir Boulevards parisiens.
Le boulevard Montmartre est une voie située à la lisière des 2e et 9e arrondissements de Paris. Il fait partie des Grands Boulevards constitué, d'ouest en est, par les boulevards de la Madeleine, des Capucines, des Italiens, Montmartre, Poissonnière, Bonne-Nouvelle, Saint-Denis, Saint-Martin, du Temple, des Filles-du-Calvaire et Beaumarchais.

## Situation et accès
Il est situé, du côté ouest, dans le prolongement du boulevard Haussmann et du boulevard des Italiens à partir du carrefour Richelieu-Drouot et prolonge le boulevard Poissonnière du côté est.

## Origine du nom
Ce boulevard tire son nom de la proximité de l'ancienne porte Montmartre et pas à ce que son nom suggère, car il ne se trouve pas sur la colline de Montmartre.

## Historique

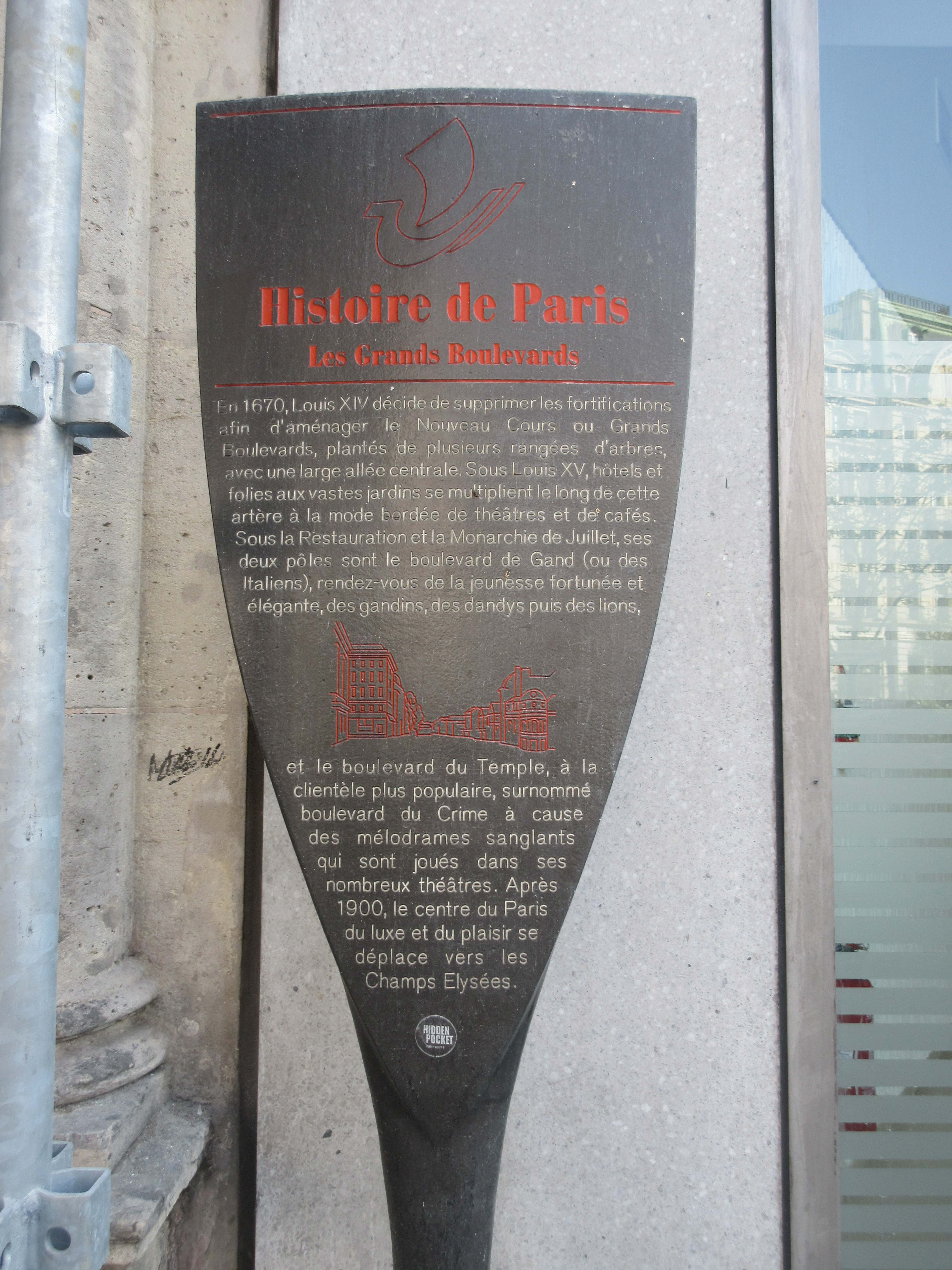
Panneau Histoire de Paris
« Les Grands-Boulevards ».

Le boulevard Montmartre a été créé à la suite de la suppression décidée en 1679 de l'enceinte de Louis XIII devenue obsolète et tracé en avant de l'ancien rempart à travers  des terrains agricoles non construits (jardins maraichers).
Il fut formé en voirie en vertu de lettres patentes de juillet 1676 et terminé en 1705.
L'espace compris entre le boulevard et l'ancienne enceinte qui était située en arrière de l'actuelle rue Feydeau, ancienne rue des Fossés-Montmartre, s'urbanisa dès la fin du  XVIIe siècle et début du XVIIIe siècle avec constructions d'hôtels particuliers, les terrains au nord à partir du milieu du XVIIIe siècle notamment avec l'édification de l'hôtel d'Augny.
En 1851 y est exposé le lingot d'or de la célèbre loterie des lingots d'or, qui défraya la chronique politique de l’époque.
Le peintre impressionniste Camille Pissarro, à la fin de sa carrière, s'installe dans des hôtels parisiens et peint depuis sa fenêtre. De février à avril 1897, il observe la vue depuis son logement du Grand Hôtel de Russie, entre le boulevard Montmartre et le boulevard des Italiens. Il s'émerveille de pouvoir « voir sur toute la longueur des boulevards » avec « une vue presque à vol d'oiseau des voitures, des omnibus, des gens, entre les grands arbres, de grandes maisons ». Il représente des scènes de la vie urbaine qui se déroulent sous sa fenêtre. Cette série de vues à différentes heures de la journée, dans différentes conditions météorologiques, créent ainsi un total de treize tableaux.

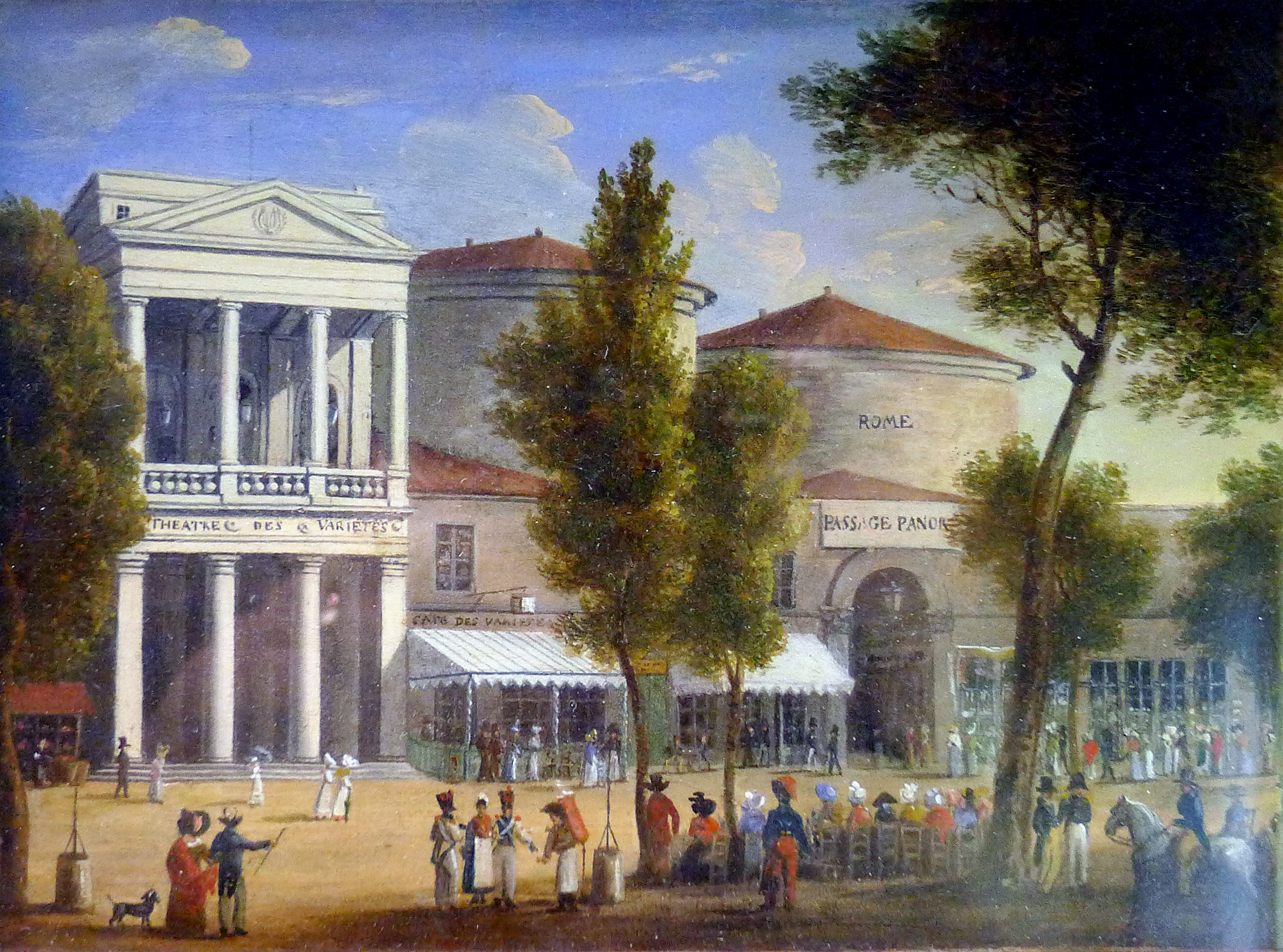
Boulevard Montmartre au niveau du théâtre des Variétés et du passage des Panoramas, vers 1820, musée Carnavalet.
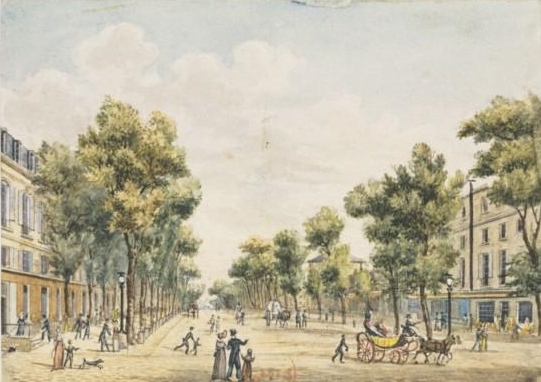
Le boulevard Montmartre en 1822.
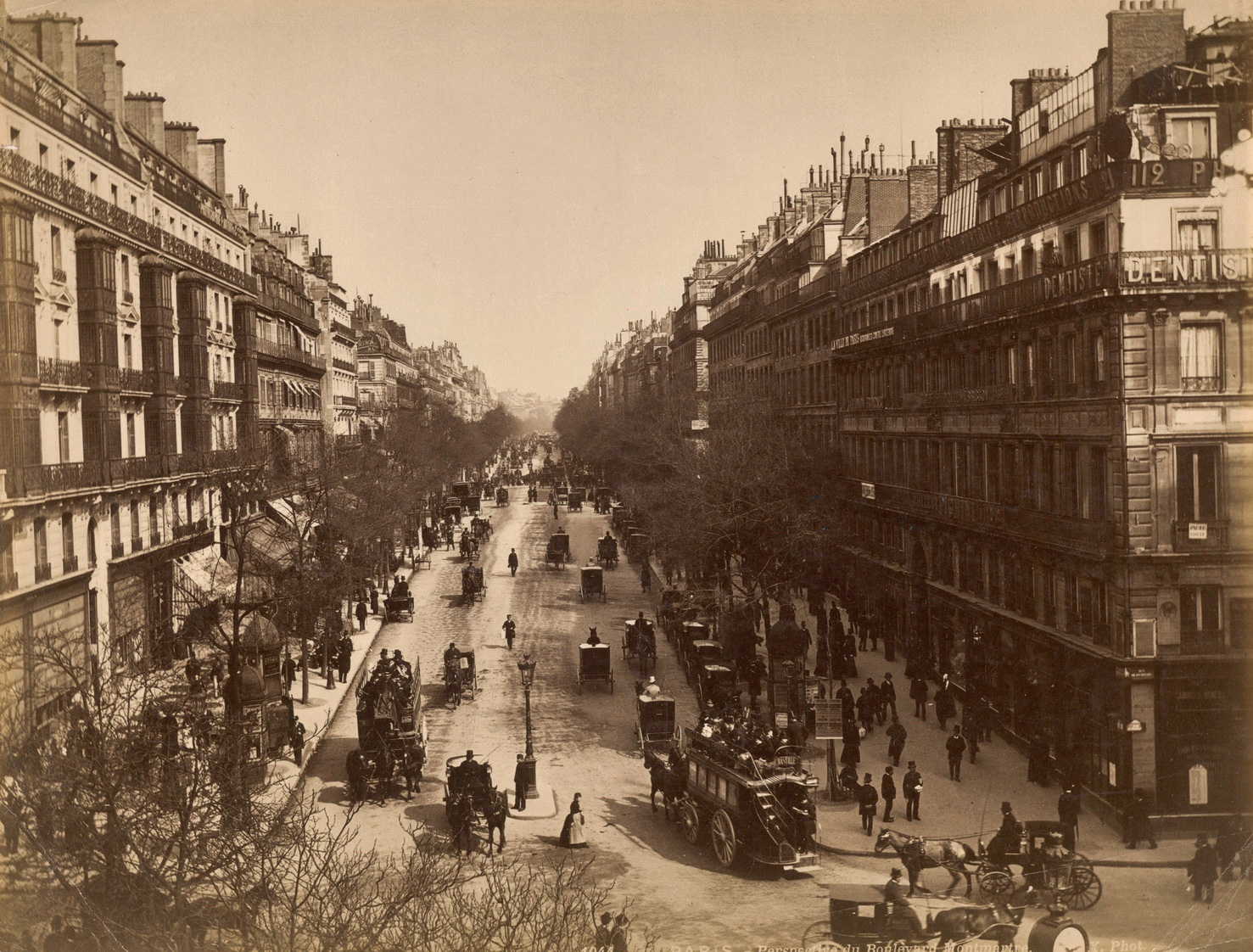
Le boulevard Montmartre en 1870.
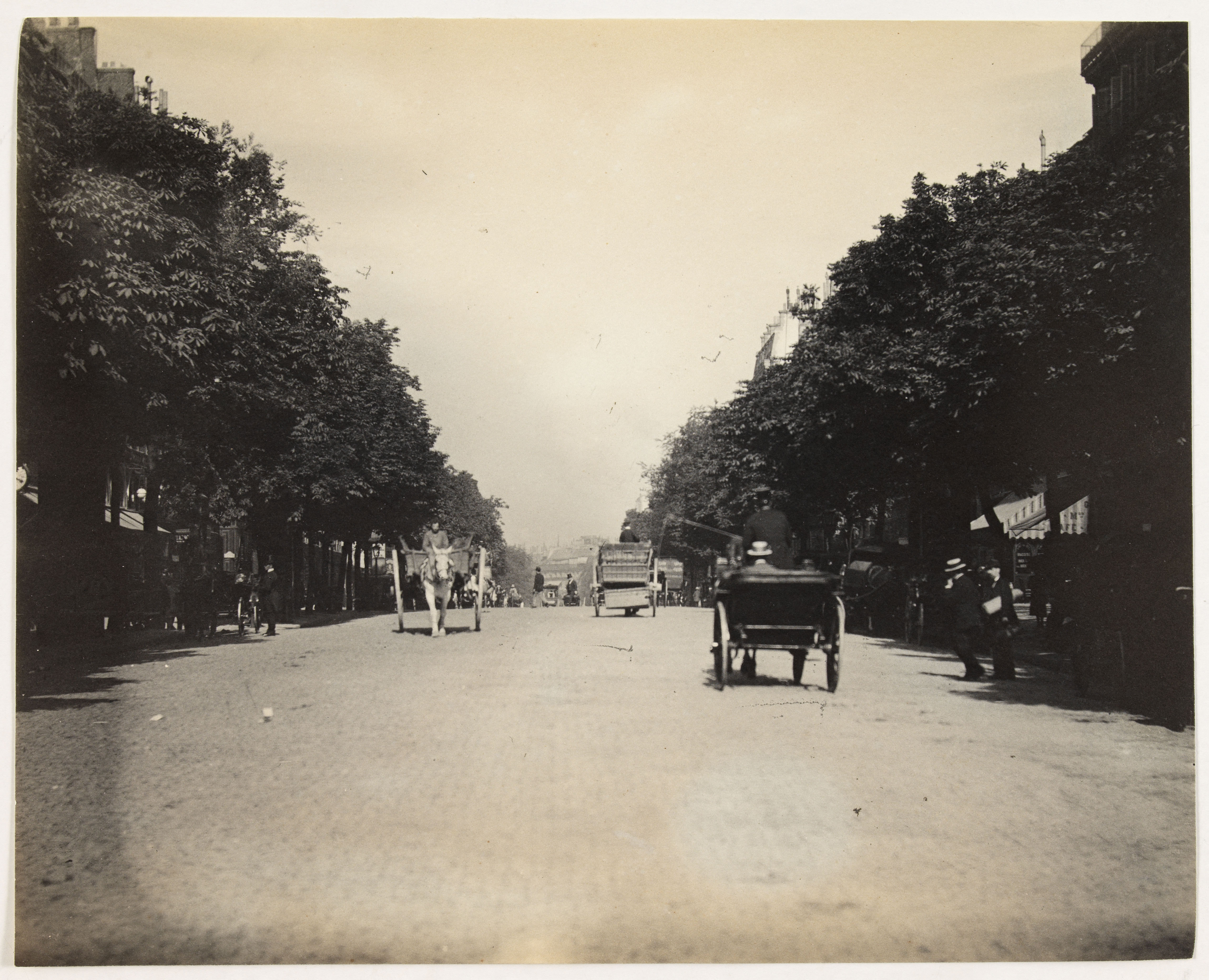
Vers 1890.
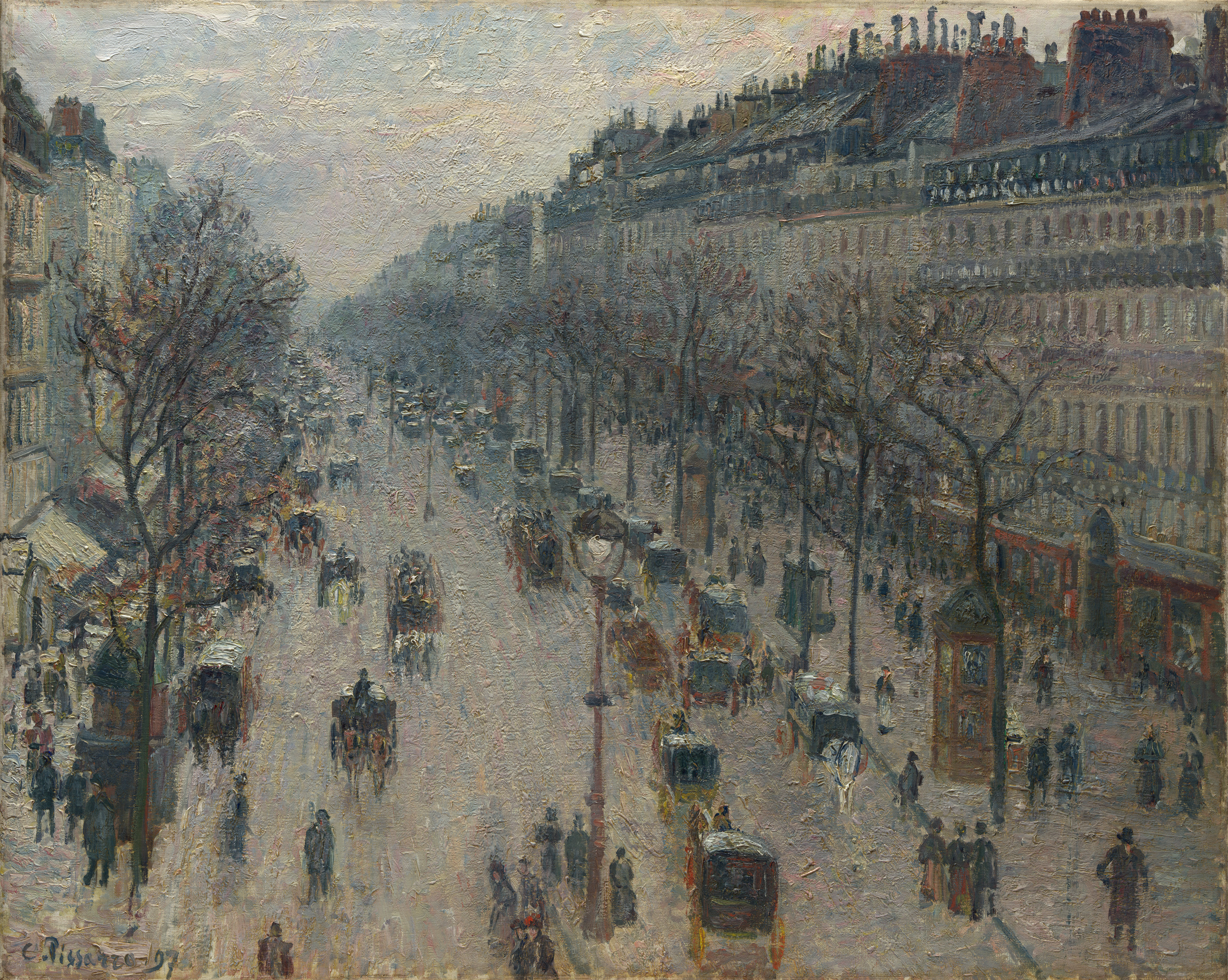
Le Boulevard de Montmartre, matin d'hiver, Camille Pissarro, 1897, Metropolitan Museum of Art, New York.

Le 11 octobre 1914, durant la Première Guerre mondiale, le no 16 boulevard Montmartre est touché lors d'un raid effectué par des avions allemands.

## Bâtiments remarquables et lieux de mémoire
- No 5 : 
  - Studios et laboratoires du photographe Léon Cremière (1831-1913), photographe de la maison de l'empereur Napoléon III[4], puis demeure du photographe Édouard Buguet lors de son arrestation en 1875.
  - Cinéma Omnia Pathé, 250 places ; inaugurée le 14 décembre 1906, c'est la première salle Pathé[5].
  - Sur le mur pignon en hauteur, publicité murale peinte « Bébé Cadum », dont l’original qui datait de 1919, a été refait à l'identique en 2009.
- No 7 : théâtre des Variétés. La façade et le vestibule sont classés monuments historiques depuis le 30 septembre 1974[6].
- No 10 : 
  - musée Grévin. La salle de théâtre est inscrite aux monuments historiques depuis le 23 novembre 1964[7] ;
  - en décembre 1825, Gioachino Rossini vint s'installer au 10, boulevard Montmartre. François-Adrien Boieldieu occupait l'appartement au-dessus de celui du compositeur italien.
- Nos 10-12 : passage Jouffroy. Le passage est inscrit aux monuments historiques depuis le 7 juillet 1974[8]. À cette adresse se trouvait le marchand de tableaux et éditeur d'art Adolphe Goupil (1806-1893). Jusqu'en 1895 s'y trouvait le Théâtre-Miniature.
- No 12 : Petit-Casino, construit en 1893 sur l'ancien emplacement du Bazar oriental et du théâtre Séraphin, fin d'activité en 1948.
- Nos 11-13 : passage des Panoramas et galeries annexes (galeries Feydeau, Montmartre, Saint-Marc, galerie des Variétés, ancienne boutique Stern). Le passage et les galeries ont été inscrits aux monuments historiques en partie le 7 juillet 1974 et en partie le 10 juillet 2009[9].
- No 14 : demeure de Caroline Rémy dite Line puis Séverine, secrétaire de Jules Vallès. Siège du journal La Libre Parole d'Édouard Drumont, de 1892 à 1900. La grande brasserie parisienne Maxéville occupait le rez-de-chaussée et le premier étage. Un célèbre charlatan anglais, le docteur McLaughlin, soignait les lumbagos de façon miraculeuse[10]. L'immeuble fut détruit en 1934 et reconstruit dans le style Art nouveau[11]. Dans les années 1990 y siègent les ambassades d'Estonie, de Lettonie et de Lituanie. Entre 1991 et 2024, un restaurant Hard Rock Cafe occupe le rez-de-chaussée[12],[13].
- No 16 : hôtel de Mercy-Argenteau. La décoration du XVIIIe siècle du grand salon carré et le décor sculpté du XIXe siècle de l'ancienne salle à manger au premier étage de l'immeuble sont inscrits aux monuments historiques depuis le 11 avril 1958. Le bâtiment lui-même est inscrit depuis le 6 août 1975[14].
- No 21 :
  - maison de photographie Reutlinger ;
  - le photographe Jean Reutlinger y est né  en 1891.
- Angle du boulevard Montmartre et de la rue de Richelieu : emplacement du Café Frascati.

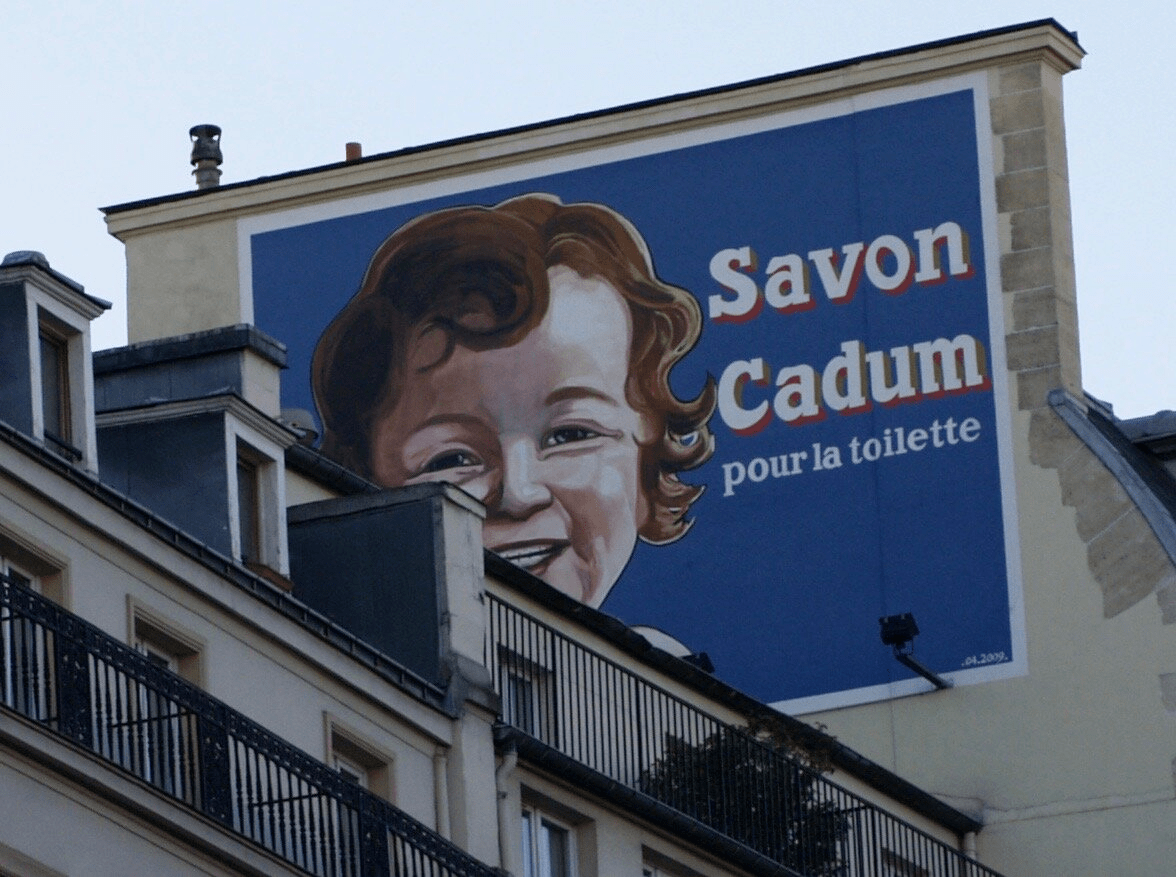
Publicité murale du savon Cadum situé au no 5 boulevard Montmartre.
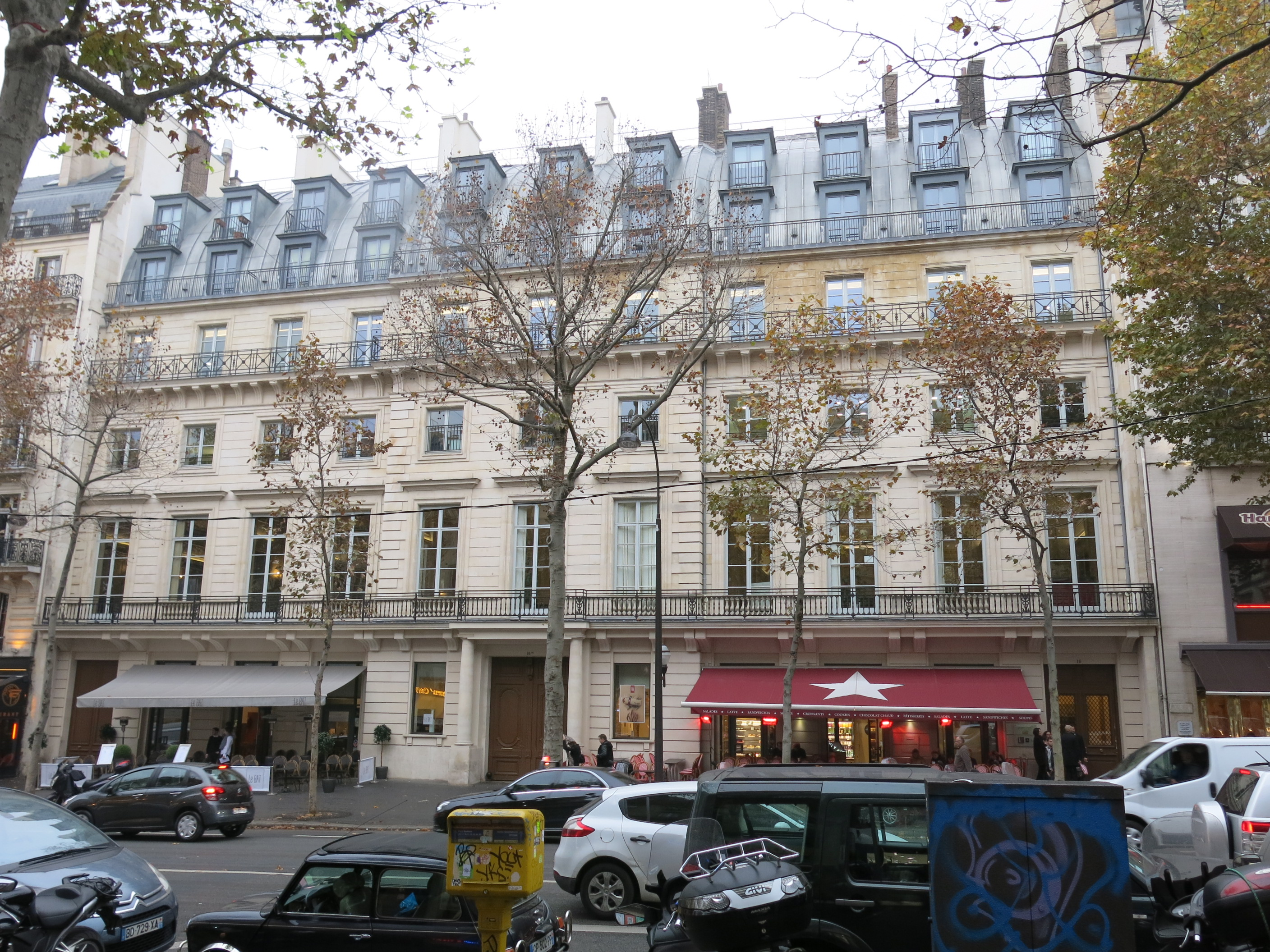
L'hôtel de Mercy-Argenteau en travaux début 2010.
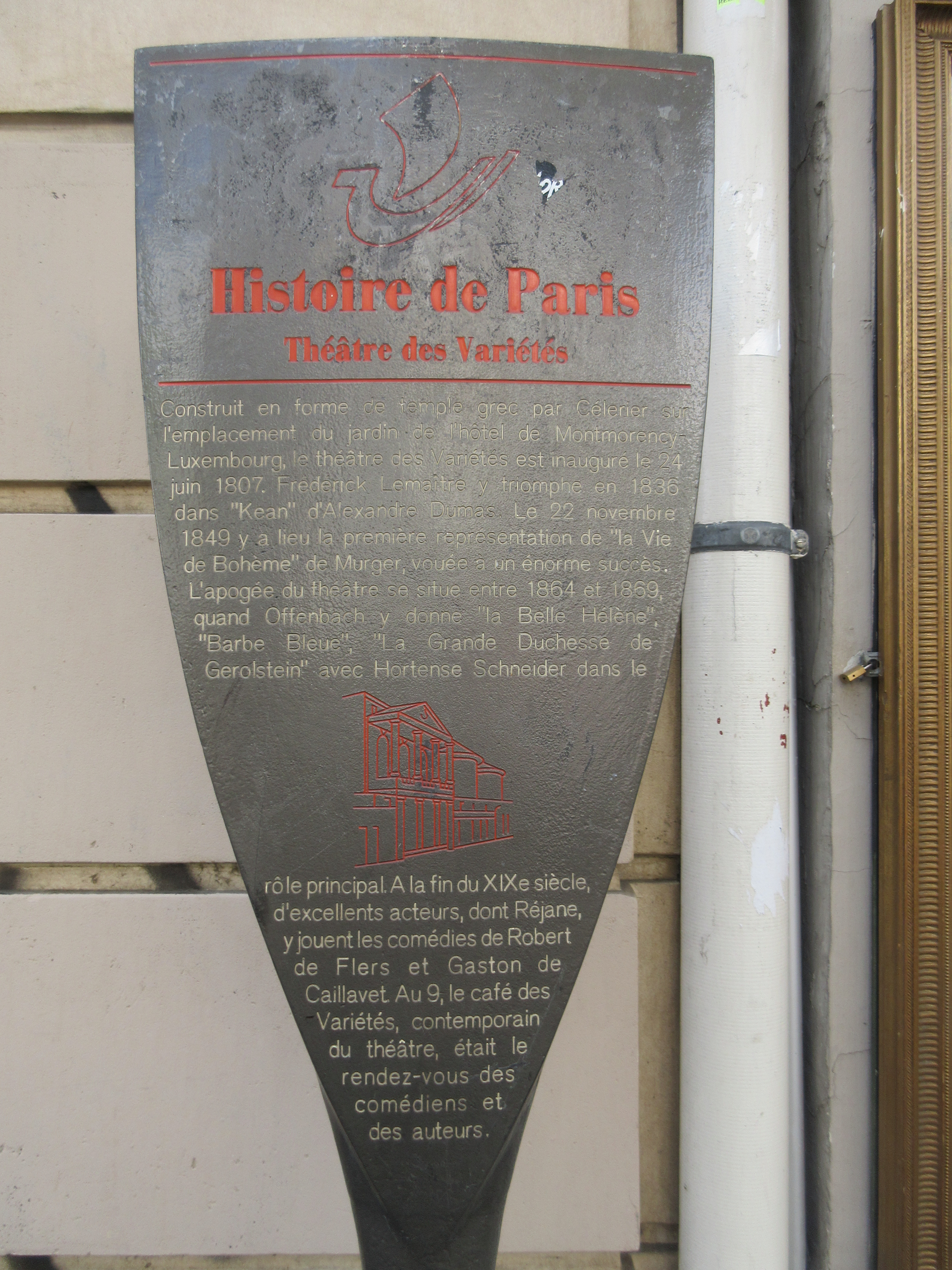
Panneau Histoire de Paris « Théâtre des Variétés ».
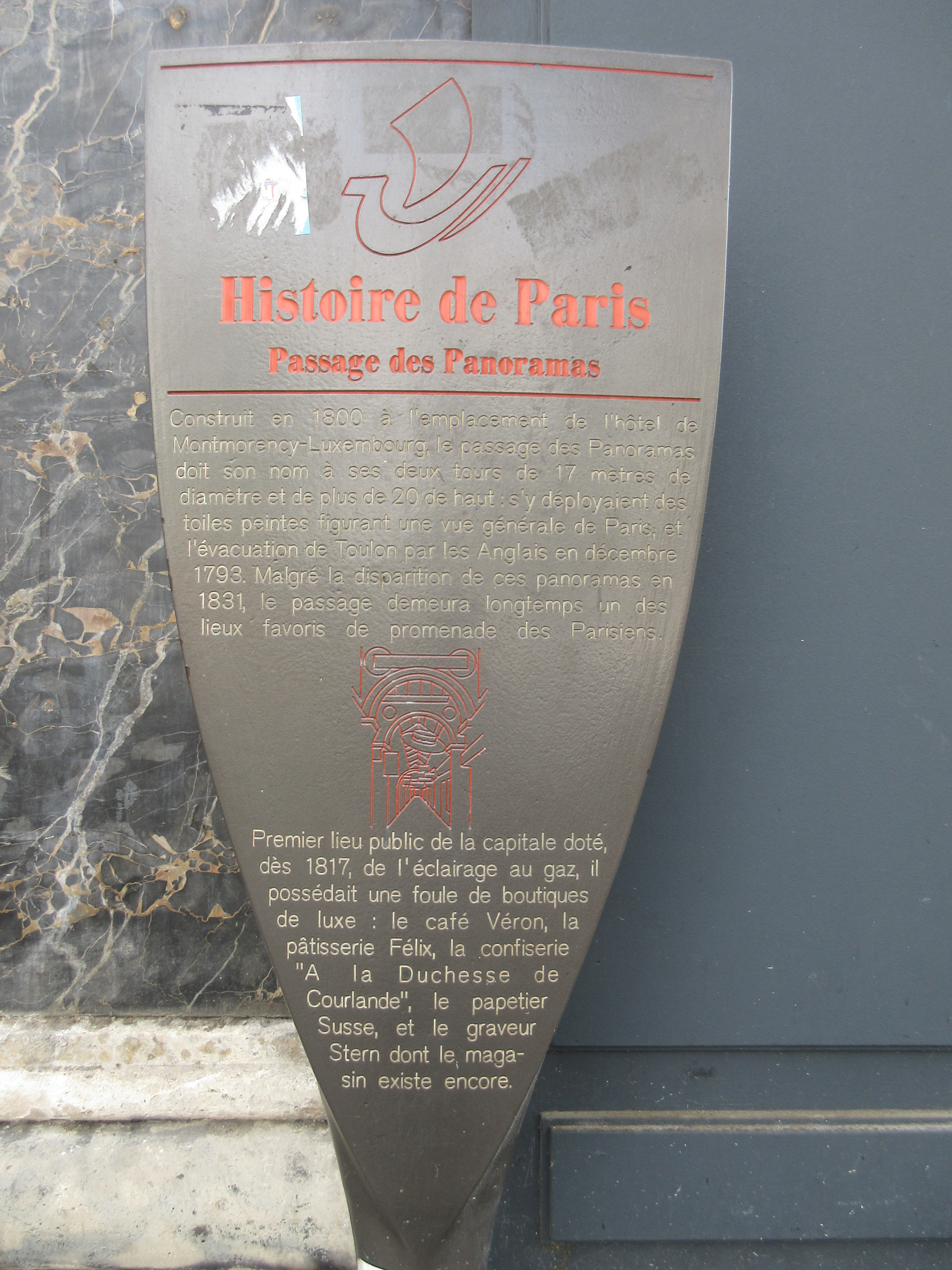
Panneau Histoire de Paris « Passage des Panoramas ».
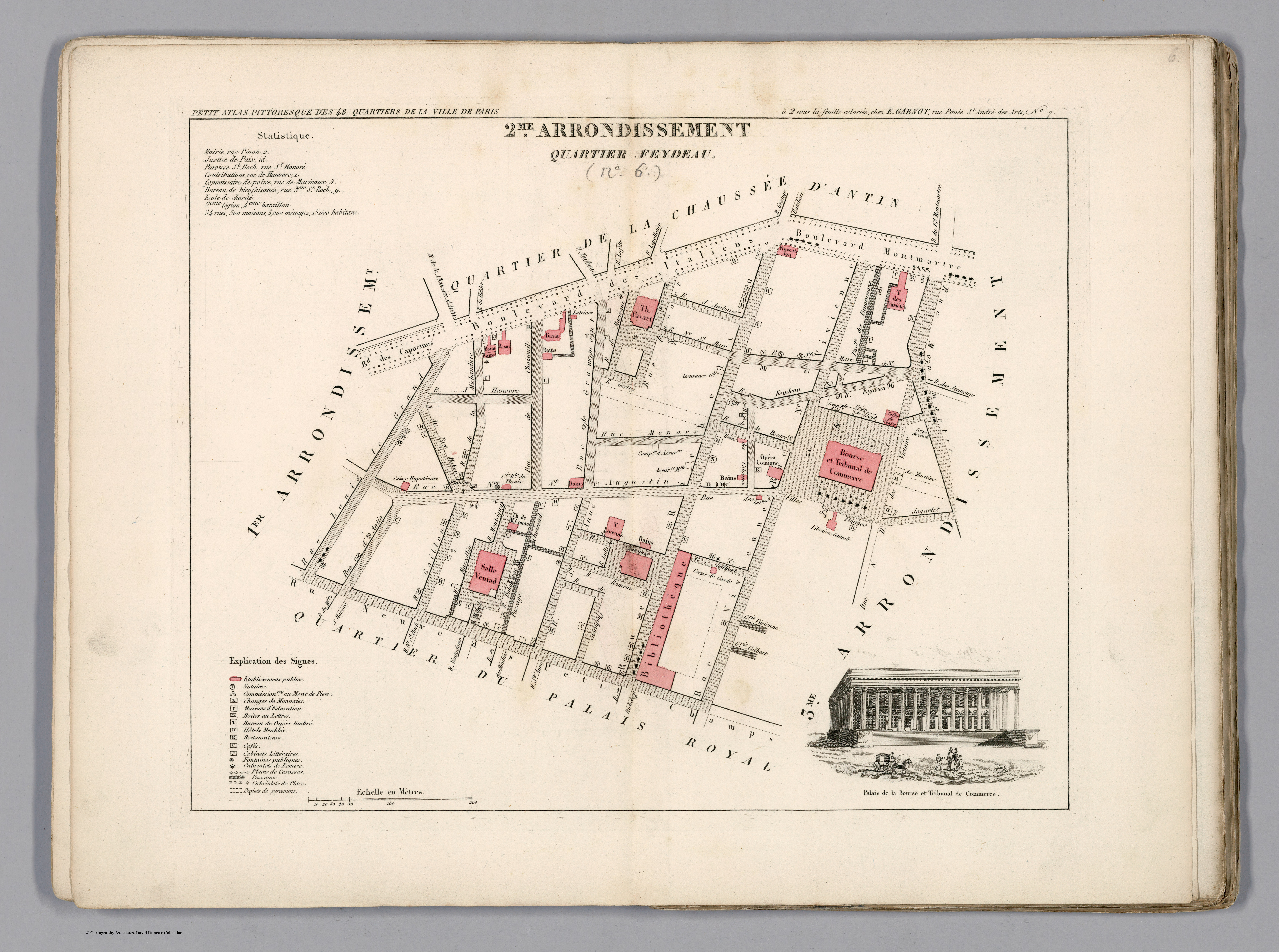
Plan du quartier Feydeau dans l'ancien 2e arrondissement en 1834.
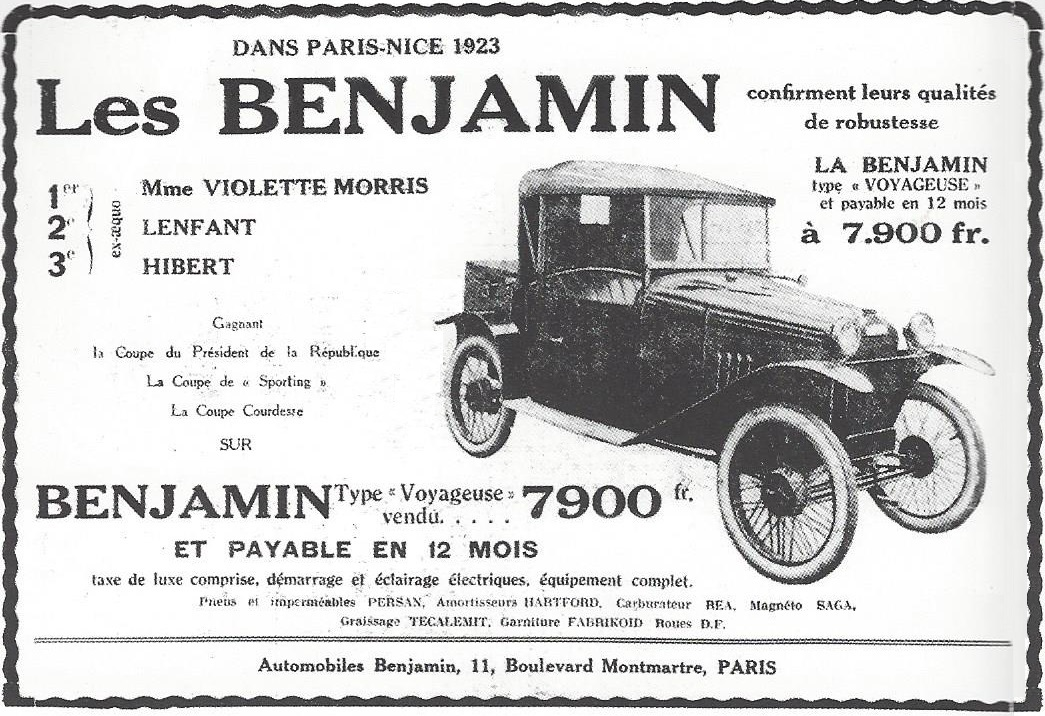
Publicité pour les cyclecars Benjamin au no 11.

## Pour approfondir

#### Sur l'hôtel de Mercy-Argenteau
- Michel Gallet, Les Architectes parisiens du XVIIIe siècle : dictionnaire biographique et critique, Paris, Éditions Mengès, 1995, 494 p. (ISBN 978-2-85620-370-5), p. 402.
- « Commission du Vieux Paris. Séance du 27 novembre 2008 » (consulté le 9 janvier 2010), p. 6.